# Carlos Flores Murillo
Carlos Antonio «Kukín» Flores Murillo (Callao, 4 de agosto de 1974-Lima, 17 de febrero de 2019) fue un futbolista peruano. Jugaba como mediocentro ofensivo y su último equipo fue el Cobresol.

## Trayectoria
Formado en la Academia Cantolao, debutó en la Primera División del Perú a la edad de 17 años jugando por el Sport Boys Association, club del cual era hincha confeso. Fue el 4 de septiembre de 1991 en el triunfo 3-0 sobre Deportivo AELU.
Desde su debut mostró cualidades que lo señalaron como el jugador estrella que necesitaba la selección peruana. El mismo año de su debut vería truncado el sueño de ser campeón del torneo nacional, solo se conformaría con el segundo lugar y un cupo a la Copa Libertadores de 1992. Al año siguiente su equipo no destacó en la Copa Libertadores siendo eliminado en la primera fase, sin embargo se recuerda el partido que se disputó en Medellín frente al Atlético Nacional, que se encontraba integrado por la base que logró la Copa Libertadores de 1989 y por la base de la selección colombiana que clasificó al Mundial de Italia 1990, fue un gran partido y "Kukín" marcó el segundo tanto del Sport Boys con el cual se puso 2-1 por delante en el marcador para finalmente terminar empatando a 2 goles. Sus grandes actuaciones en Sport Boys hizo que todos pusieran sus ojos en él; sin embargo, es poseedor de un carácter temperamental que en algún momento lo llevó a tener problemas con sus compañeros de equipo.
Jugó en equipos como el Aris de Grecia, Al-Hilal de Arabia Saudí, Deportivo Pereira de Colombia, Atlético Paranaense de Brasil y Belgrano de Argentina, además de Juan Aurich, Deportivo Wanka, Defensor Villa del Mar, Deportivo San Agustín, Universitario, Alianza Lima (donde fue dirigido por Jorge Luis Pinto) y Sport Áncash, todos estos de Perú.
En 2006 se mantuvo alejado del fútbol profesional debido a problemas personales. Para el 2009 fue fichado por el Inti Gas, equipo con el que realizó la pretemporada, sin embargo, por discrepancias con el entrenador, fue separado del club antes de iniciar el torneo. A fines de febrero regresó al 
Sport Áncash. En agosto del mismo año se incorporó al Colegio Nacional de Iquitos (CNI), equipo al que llegó por reconmendación de César 'Chalaca' Gonzales, quien fuera su técnico en varias oportunidades.
En una entrevista a Teledeportes declaró que el peor técnico que tuvo fue Edgar Ospina por querer que "Kukín" saque a Eusebio Salazar del Sport Boys.
Falleció víctima de un infarto agudo de miocardio. Sus restos reposan en el Cementerio Baquíjano del Callao

## Selección nacional
Fue internacional con la selección peruana participando en amistosos y eliminatorias para la Copa Mundial de Fútbol. Integró las selecciones sub-17, sub-20, sub-23 y la selección mayor.

## Clubes
| Club                 | País           | Año       | PJ (G)  |
| -------------------- | -------------- | --------- | ------- |
| Sport Boys           | Perú           | 1991-1994 | ? (16)  |
| Universitario        | Perú           | 1995      | 11 (3)  |
| San Agustín          | Perú           | 1996      | 8 (0)   |
| Al-Hilal             | Arabia Saudita | 1996-1997 | 18 (6)  |
| Sport Boys           | Perú           | 1998      | ? (4)   |
| Aris Salónica        | Grecia         | 1998-1999 | 21 (2)  |
| Alianza Lima         | Perú           | 1999      | +10 (1) |
| Sport Boys           | Perú           | 2000      | 11 (2)  |
| Athletico Paranaense | Brasil         | 2000      | ? (?)   |
| Sport Boys           | Perú           | 2001      | 9 (0)   |
| Belgrano             | Argentina      | 2001      | 1 (0)   |
| Juan Aurich          | Perú           | 2002      | ? (7)   |
| Sport Boys           | Perú           | 2002      | 8 (2)   |
| Unión Huaral         | Perú           | 2003      | 7 (1)   |
| Villa del Mar        | Perú           | 2003      | ? (?)   |
| Sport Boys           | Perú           | 2004      | 6 (0)   |
| Deportivo Wanka      | Perú           | 2004      | 12 (5)  |
| Universitario        | Perú           | 2005      | 11 (2)  |
| Sport Áncash         | Perú           | 2007      | 16 (2)  |
| Deportivo Pereira    | Colombia       | 2008      | 3 (0)   |
| Sport Boys           | Perú           | 2008      | 18 (1)  |
| Sport Áncash         | Perú           | 2008-2009 | 17 (4)  |
| CNI                  | Perú           | 2009      | 12 (1)  |
| Sport Boys           | Perú           | 2010      | 3 (0)   |
| Cobresol             | Perú           | 2012      | 4 (0)   |

## Otras apariciones
Participó como "héroe" en la primera temporada de 2011 del reality show de baile El gran show, conducido por Gisela Valcárcel. Finalizó en el octavo puesto.

## Palmarés

### Campeonatos nacionales
| Título          | Club         | País | Año  |
| --------------- | ------------ | ---- | ---- |
| Torneo Regional | Sport Boys   | Perú | 1990 |
| Torneo Clausura | Alianza Lima | Perú | 1999 |